# Ramy Youssef
Ramy Youssef (em árabe: رامي يوسف; Nova Iorque, 26 de março de 1991) é um comediante, ator, roteirista, produtor e diretor norte-americano de ascendência egípcia. Ele é mais conhecido por seu papel como Ramy Hassan na série de comédia Hulu Ramy, pela qual recebeu um Globo de Ouro em 2020.